# أرييتي

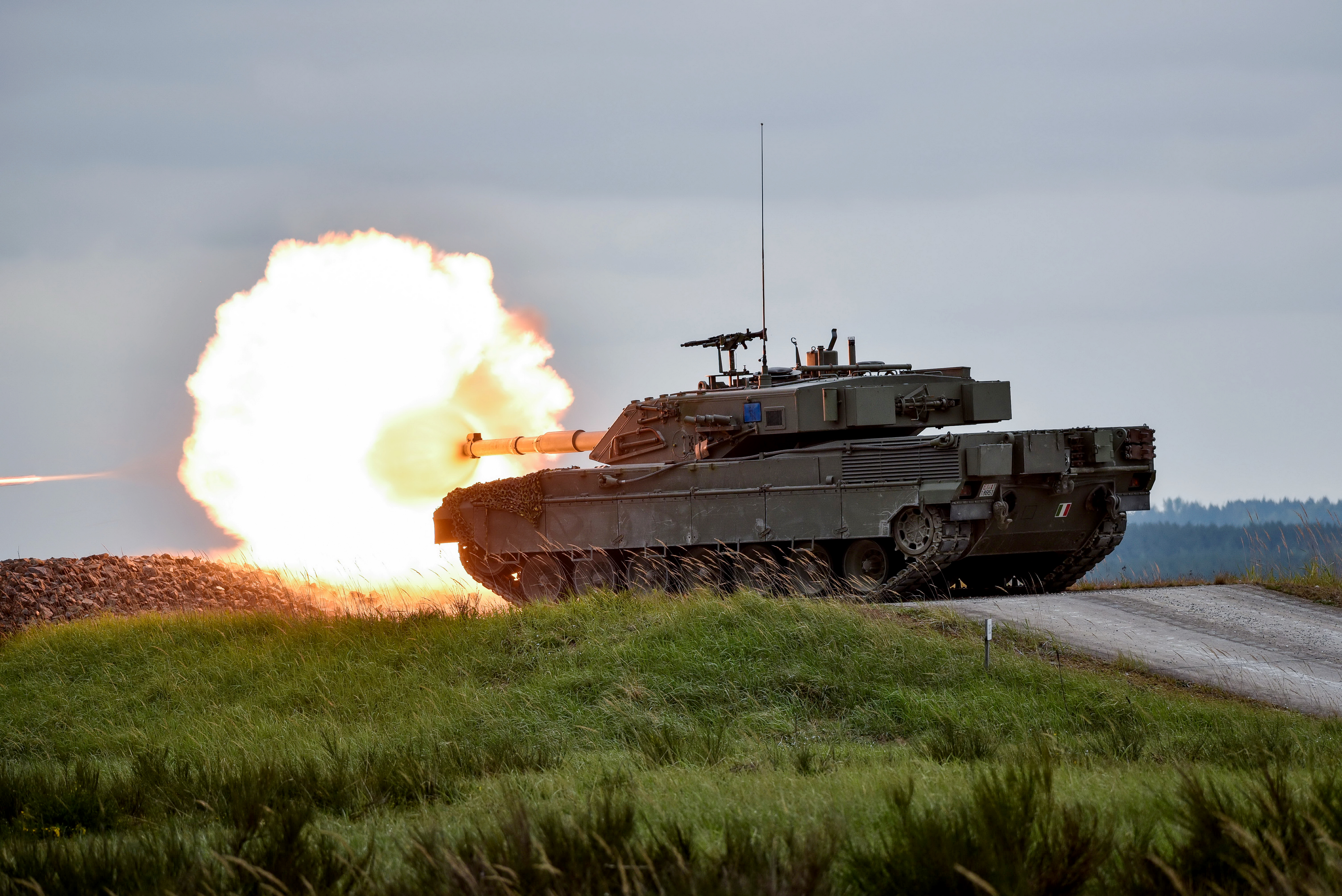
أرييتي

سي1 أرييتي (بالإيطالية: Ariete C1)‏ هي دبابة قتالية رئيسية للجيش الإيطالي، طورتها مجموعة إيفيكو فيات اوتو ميلارا. أنتجت إيفيكو الهيكل والمحرك، في حين أنتج البرج ونظام مراقبة إطلاق النار اوتو ميلارا. تحمل العربة آخر أنظمة التصوير الضوئي والرقمي وأنظمة التحكم بالنيران، مما يمكنها من مواصلة الحرب ليلاً ونهاراً وإطلاق النار أثناء المسير. أنتجت في بداياتها في عام 1995، وآخرها قبل 8 سنوات في آب / أغسطس 2002.